# Peter Bots
Peter Frits (Peter) Bots (Amsterdam, 25 januari 1942) is een Nederlandse voormalig roeier. Hij nam eenmaal deel aan de Olympische Spelen, maar won bij die gelegenheid geen medaille.
In 1964 maakte hij op 22-jarige leeftijd als roeier zijn olympisch debuut op de Olympische Zomerspelen van Tokio. Hij kwam met Max Alwin uit op het onderdeel dubbeltwee. De roeiwedstrijden werden gehouden op de roeibaan van Toda, die was aangelegd voor de geplande Olympische Spelen van 1940. In de series werd het Nederlandse duo tweede (7.07,52) en doordat ze bij de herkansing als derde (6.59,59) eindigde plaatsten ze zich niet voor de finale. Ze mochten wel deelnemen aan de kleine finale, waarbij ze als tweede over de finish kwamen in 6.47,07 en hiermee een achtste plaats overall behaalden.
Bots is lid van roeivereniging KDR&ZV in Dordrecht. Hij werd technisch chemicus. Ook werd hij roeitrainer van onder meer Huub Bots en Arnold Hendrik.

## Palmares

### roeien (dubbel-twee)
- 1964: 8e OS in Tokio - 6.47,07

Peter Bots · 
Max Alwin